# Ріг достатку (геральдика)
Ріг достатку — негеральдична фігура в геральдиці.
Використовується для опису двох типів презентацій.
Одна форма зображена як символ достатку, призначена для вираження надії або віри в щастя та процвітання. Тут ріг достатку — воронкоподібна ємність, схожа на загострену мушлю равлика, з якої виливається багатство. У геральдиці він зустрічається, наприклад, у гербах Перу та Панами. Переважний колір — золото або срібло. Ріг достатку також можуть тримати геральдичні фігури. Можливе зображення року у верхньому гербі, наприклад, на гербі Венесуели, або поруч із гербом.
Інша геральдична фігура, також відома як «зерна достатку», насправді показує парні роги буйвола, спочатку в значенні мисливського трофея. Назва з'явилася приблизно після XV століття. У XIX столітті в таких зображеннях поширеною стала відкрита форма рогів, у зв'язку з чим мотив помилково трактувався як зображення зубів, хоботів або морд слона, рогів достатку або труб.

## Галерея

Герб Перу
Герб Панами
Герб Гондурасу
Печатка Айдахо
Герб Південної Австралії (1936-1984)
Герб Харкова
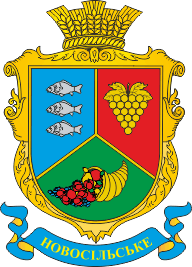
Новосільське (Ізмаїльський район)
Герб Токмака
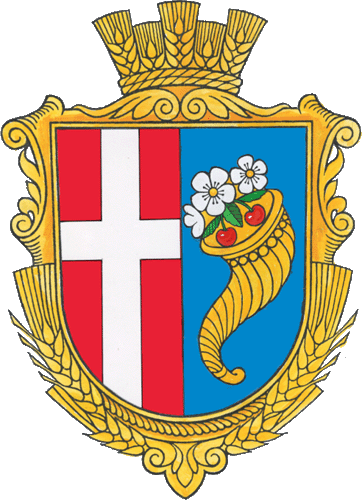
Вишнів (Ковельський район)
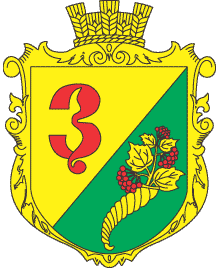
Заріг
Герб Каленборн (Арвайлер)
Горнау
Герб Мюрата